# Lautenbach (Ortenaukreis)
Lautenbach (Alemanni thấp: Luddebach) là một thị xã nằm ở huyện Ortenaukreis, thuộc bang Baden-Württemberg, Đức.